# Ukuma
Ukuma – miasto w Angoli, w prowincji Huambo.